# Sapromyza connexa
Sapromyza connexa är en tvåvingeart som först beskrevs av Thomas Say 1829.  Sapromyza connexa ingår i släktet Sapromyza och familjen lövflugor.
Artens utbredningsområde är Indiana. Inga underarter finns listade i Catalogue of Life.